# Kvarteret Tritonia

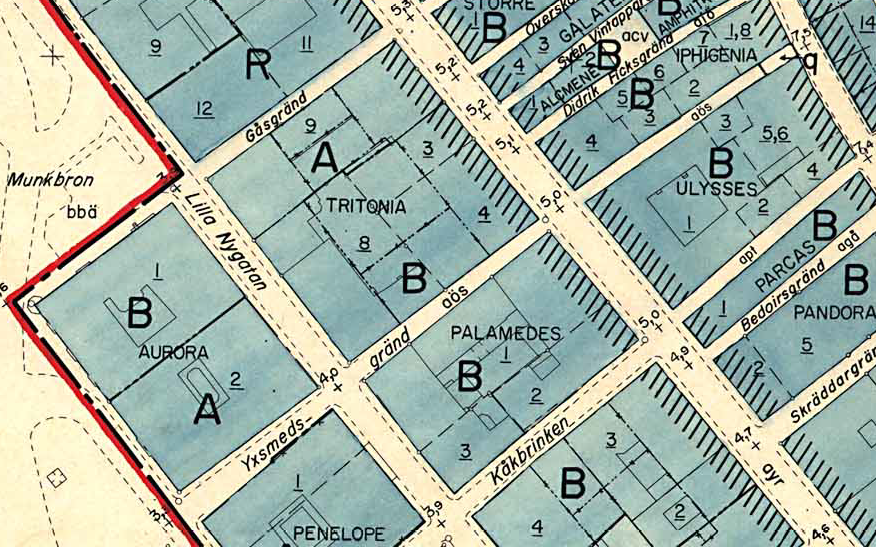
Del av Stadsplan över Gamla stan 1978, visande kvarteren Aurora, Tritonia, Palamedes, Olysses m.fl.

Kvarteret Tritonia är ett kvarter i Gamla stan i Stockholm. Kvarteret omges av Gåsgränd i norr, Stora Nygatan i öster,  Lilla Nygatan i väster och Yxsmedsgränd i söder.  Kvarteret består idag av fyra fastigheter: Tritonia 3, 4, 8 och 9.  I Tritonia 8 (Lilla Nygatan 5) hittades 1937 den berömda Loheskatten och här finns även rester efter Lejontornet.

## Namnet
Nästan samtliga kvartersnamn i Gamla stan tillkom under 1600-talets senare del och är uppkallade efter begrepp (främst gudar) ur den grekiska och romerska mytologin. Tritonia var ett alternativt namn för Athena, vishetens, konstens och vetenskapens gudinna.

## Kvarteret

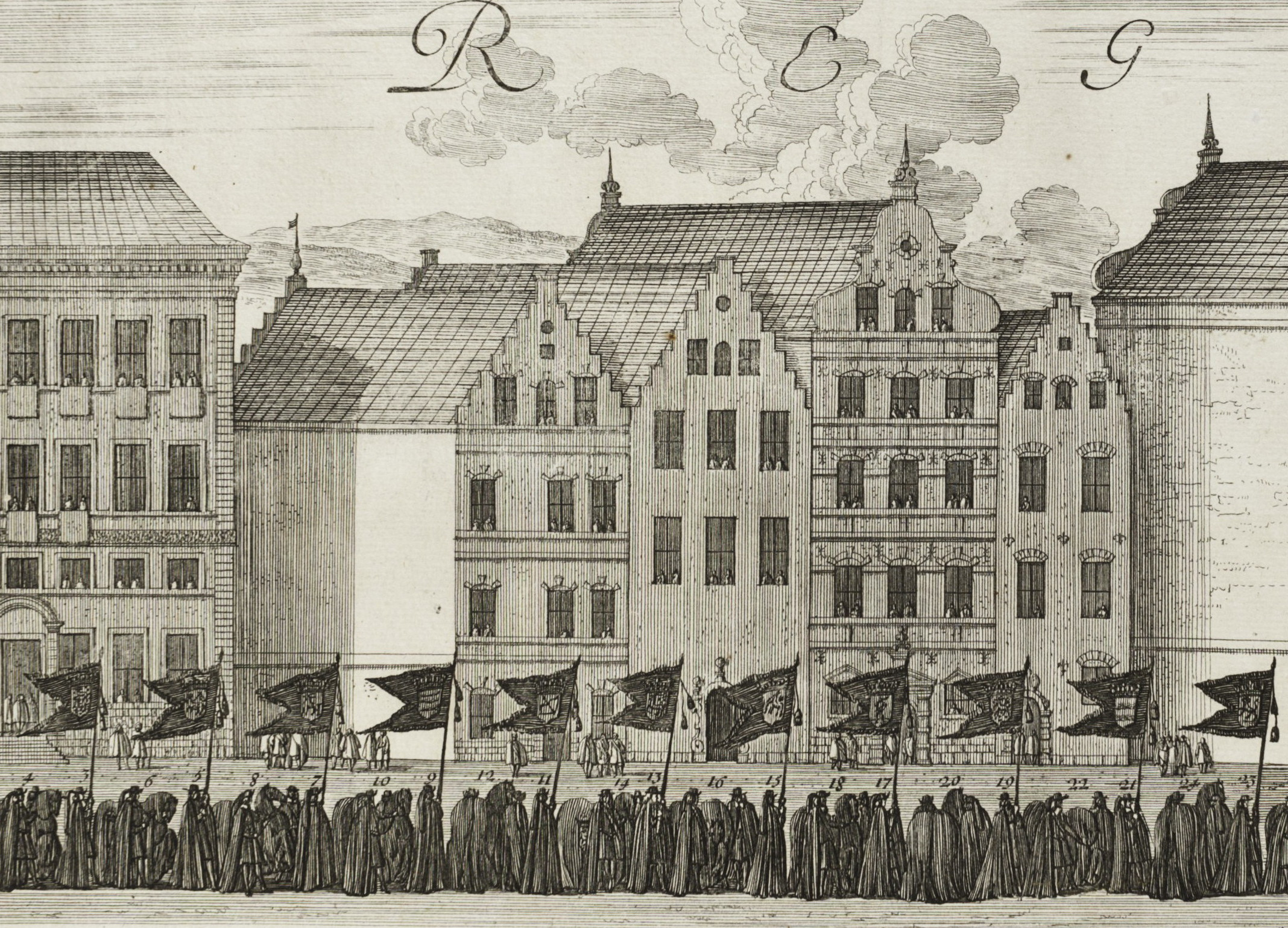
Kvarteret Tritonia på Jean Le Pautres kopparstick fån 1660.

Kvarteret Tritonia ligger på utfylld mark. Vid 1300-talets början gick Mälarens strandlinje snett genom dess östra del och över kvarterets västra del anlades under slutet av 1300-talet Stockholms yttre stadsmur. I Tritonia 8 påträffades i samband med en grundförstärkning 1984-1986 det så kallade Lejontornet vars pålade grund kunde med hjälp av dendrokronologi dateras till vintern 1382-1383. Lejontornet var ett av försvarstornen i den västra yttre stadsmuren (se Stockholms stadsmurar). Tornets grundmur kan ses i Victory Hotels matsal, som ligger här idag.
Kvarteret fick sin nuvarande, strikt rektangulära form efter den Stora branden 1625, som totalförstörde den sydvästra delen av Stadsholmen. Istället för små gränder och långsmala kvarter där elden kunde sprida sig snabbt utfördes här Stockholms första organiserade reglering med början 1627. Nu skapades, med renässansens stadsplanering som förebild, stora likformiga kvarter bebyggda med stenhus. Det innebär att samtliga hus i kvarteret är inte äldre än från 1600-talets mitt.
Kvarteret skapades genom sammanslagning av fyra äldre kvarter med tre gränder emellan. Deras fortsättning österut mot Västerlånggatan finns fortfarande kvar i form av Överskärargränd, Sven Vintappares gränd och Didrik Ficks gränd. Kvarteret Tritonia bestod ursprungligen av sju fastigheter, där 1−4 låg mot Stora Nygatan och 5−7 mot Lilla Nygatan. Genom sammanslagningar skapades dagens fastighetsuppdelning med fyra tomter.

## Fastigheter (urval)

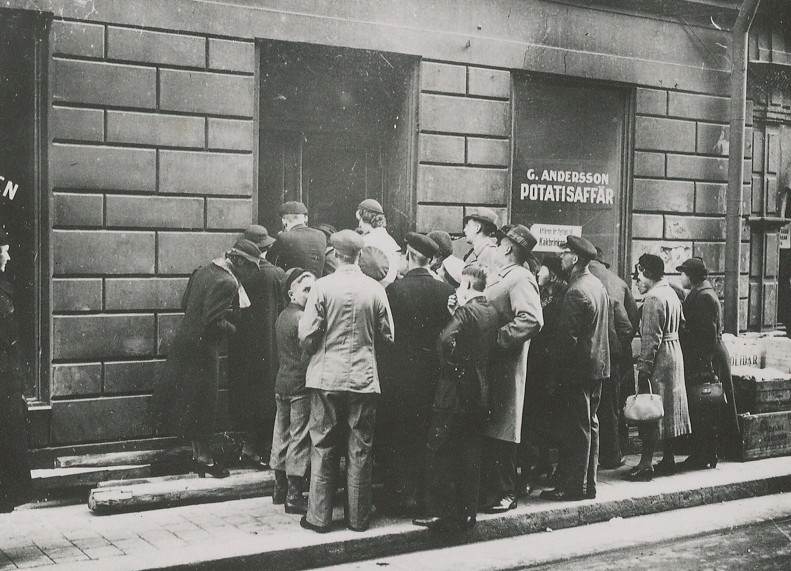
Folk trängs utanför potatisaffären där Loheskatten hittades 1937.

Tritonia 1, 2 och 7, nuvarande 9 (Stora Nygatan 14, Gåsgränd 7, Lilla Nygatan 1) bebyggdes bland annat 1640 genom Erik Löök och 1651 genom Karin Bååt. Samtliga byggnader revs 1959 och nuvarande kontorshus uppfördes efter ritningar av arkitektkontoret Ancker-Gate-Lindegren. Nybyggnaden berörde hela sidan mot Gåsgränd. Huvudentrén ligger på Lilla Nygatan 1.
Tritonia 4 (Stora Nygatan 18−20) var på 1600-talets mitt bara delvis bebyggt. Den västra delen var förmodligen en gård. Huset och glappet i bebyggelsen syns på Jean Le Pautre kopparstick över Karl X Gustavs begravningståg 1661. Först efter 1712 slöts luckan när kamrer Johan Torstensson blev ägare. Mellan åren 1787 och 1789 bodde Carl Michael Bellman med hustru och söner i huset nummer 20, en skylt på fasaden påminner om det. I början av 1900-talet fick de båda husen en enhetlig fasad som fortfarande finns idag.
Tritoria 5, nuvarande 8 (Lilla Nygatan 5) byggdes mellan 1642 och 1647 då kyrkoherden Olof Laurelius ägde tomten. Då fanns Lejontornet fortfarande kvar. Av köpehandlingarna framgår bland annat att Laurelius fick ”såsom en del av tomten ett stadens gammalt torn […] som undanröjas och tagas måste”.  I gengäld fick Laurelius använda tornets murtegel ”till någon hjälp uti sin byggnad”.  
År 1704 förvärvades huset av Johan Lohes änka, Anna Blome. Johan Lohe var en förmögen adelsman och bruksherre, som bland annat ägde det Loheska huset i kvarteret Ulysses. I huset Lilla Nygatan bosatte hon sig tillsammans med sina ogifta barn; Adolf (1683-1759) och Johanna (1690-1759). Fram till sin bortgång 1731 förvaltade hon familjens enorma förmögenhet. Troligen gömde barnen en del av förmögenheten efter Anna Blomes död. 
År 1937 genomförde Stockholms stads fastighetskontor en omfattande ombyggnad av fastigheten efter ritningar av arkitekt Carl Melin. Det var i samband med denna ombyggnad två byggnadsarbetare hittade den berömda Loheskatten under golvet i G. Anderssons potatisaffär som låg i bottenvåningen. Skatten består av 85 silverpjäser och drygt 18 000 silvermynt, från 1600-talets mitt till 1741, förvarat i tre kopparkärl. Det äldsta myntet hade drottning Kristinas sigill, det yngsta från Fredrik I.

## Bilder

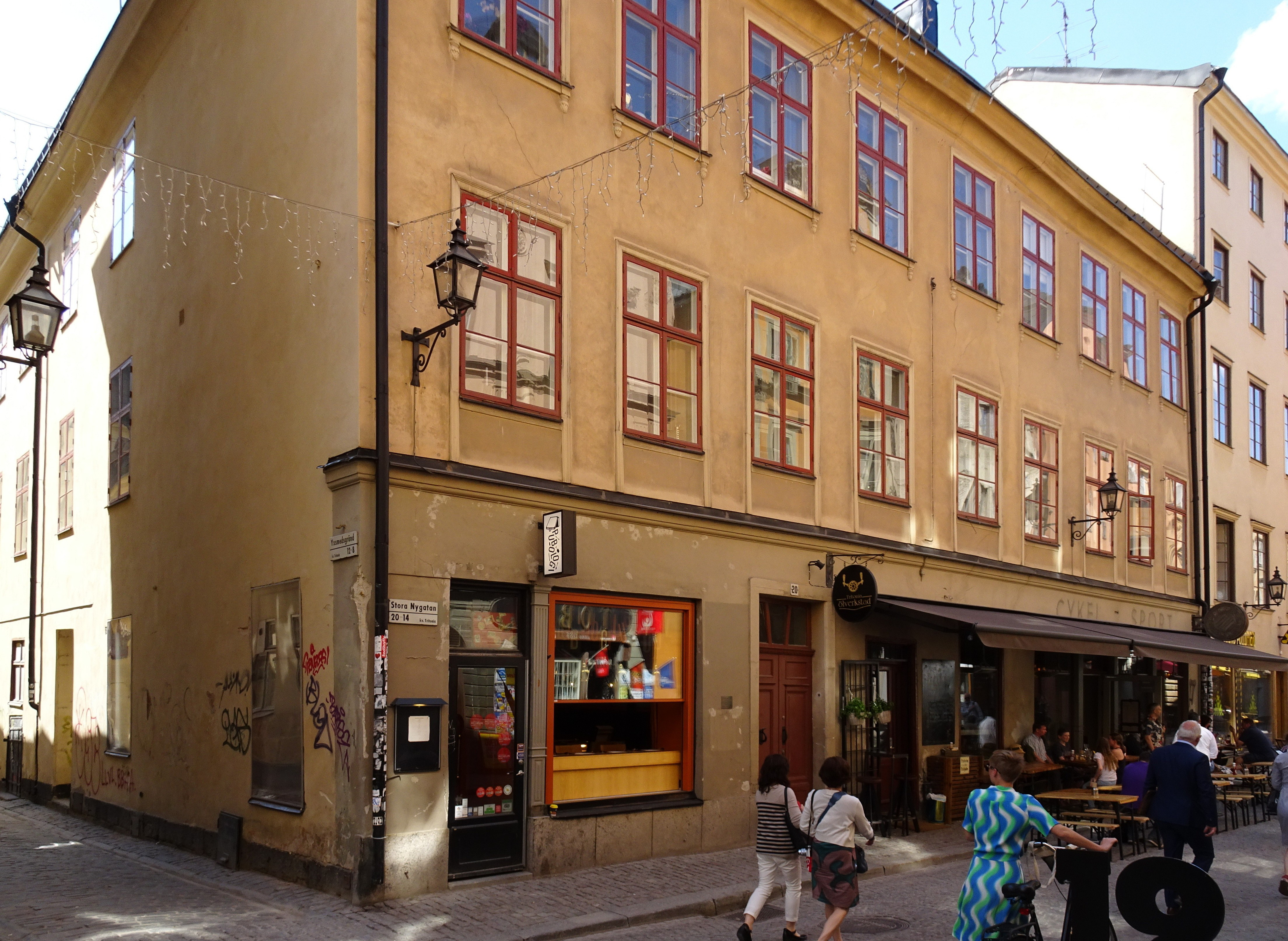
Stora Nygatan 20
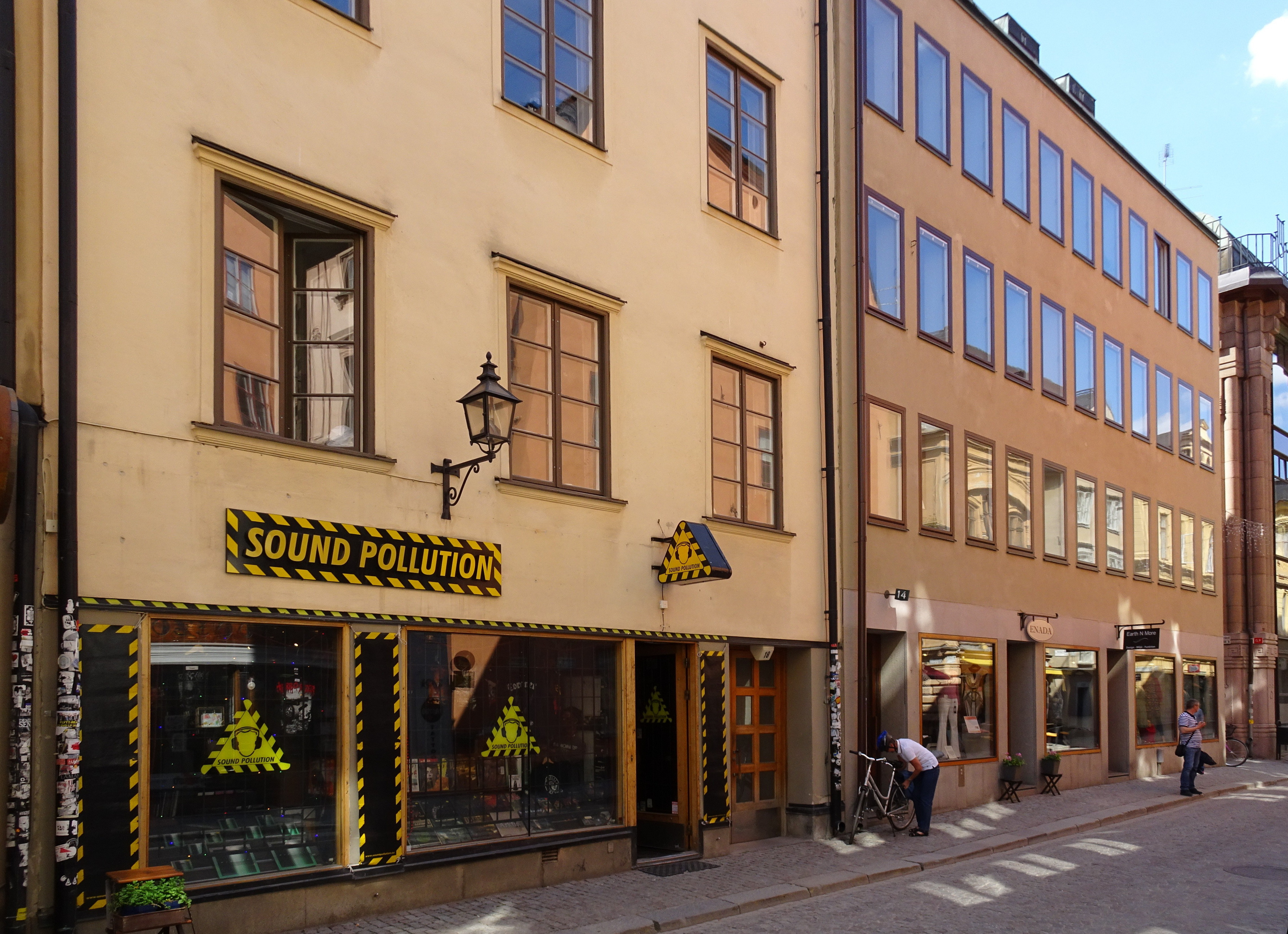
Stora Nygatan 16-14
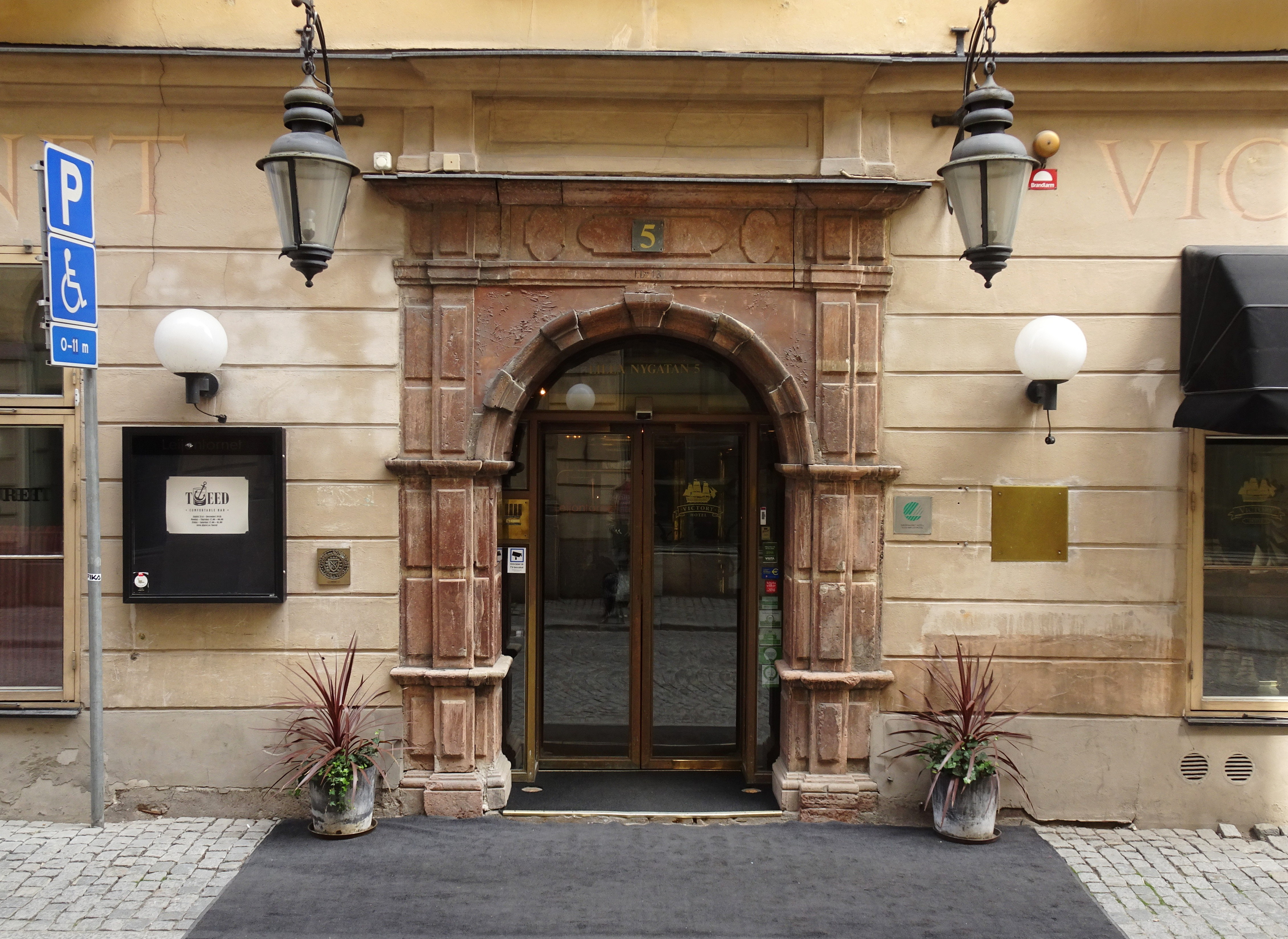
Lilla Nygatan 5, port
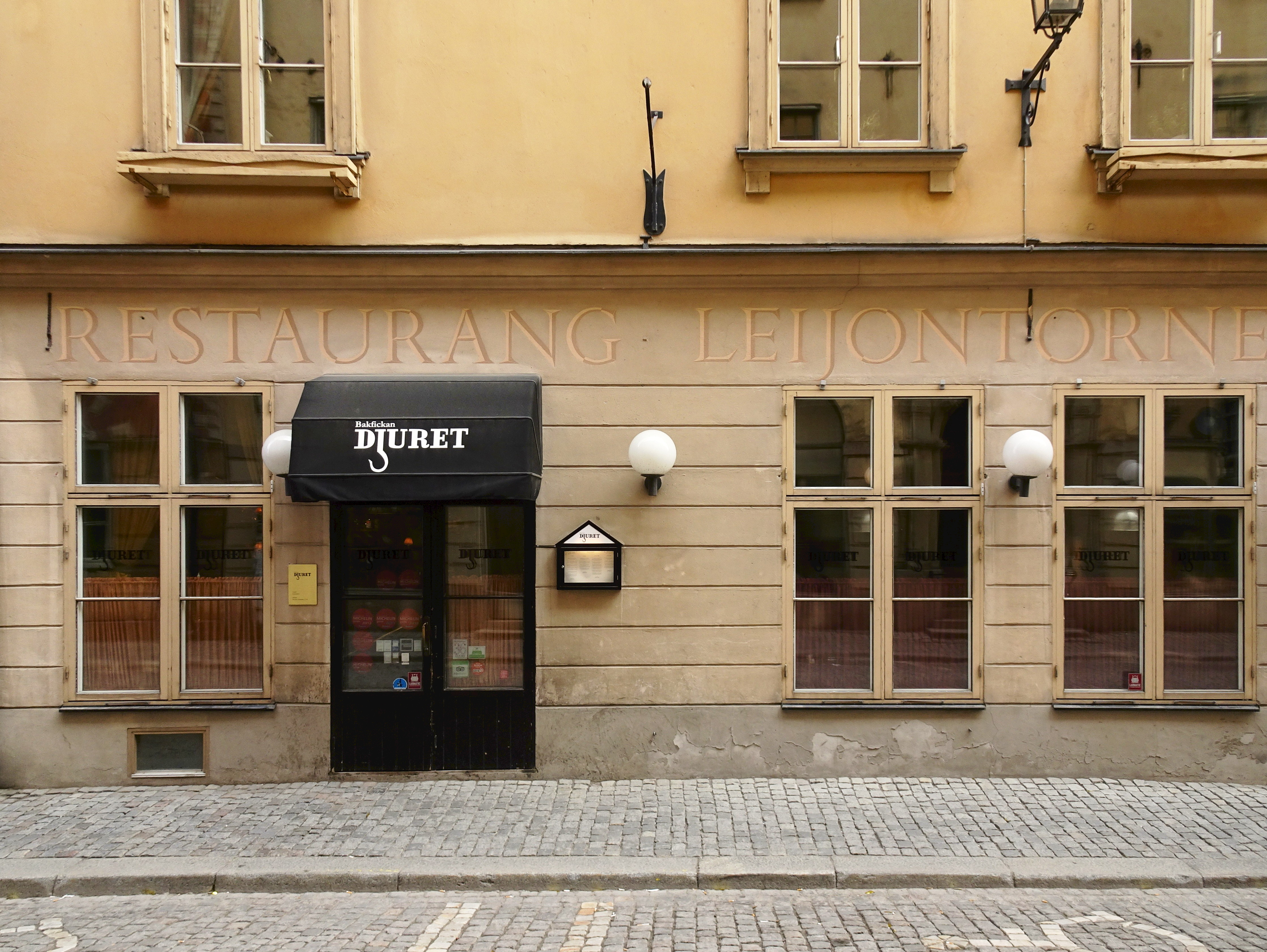
Lilla Nygatan 5, Restaurang Leijontornet
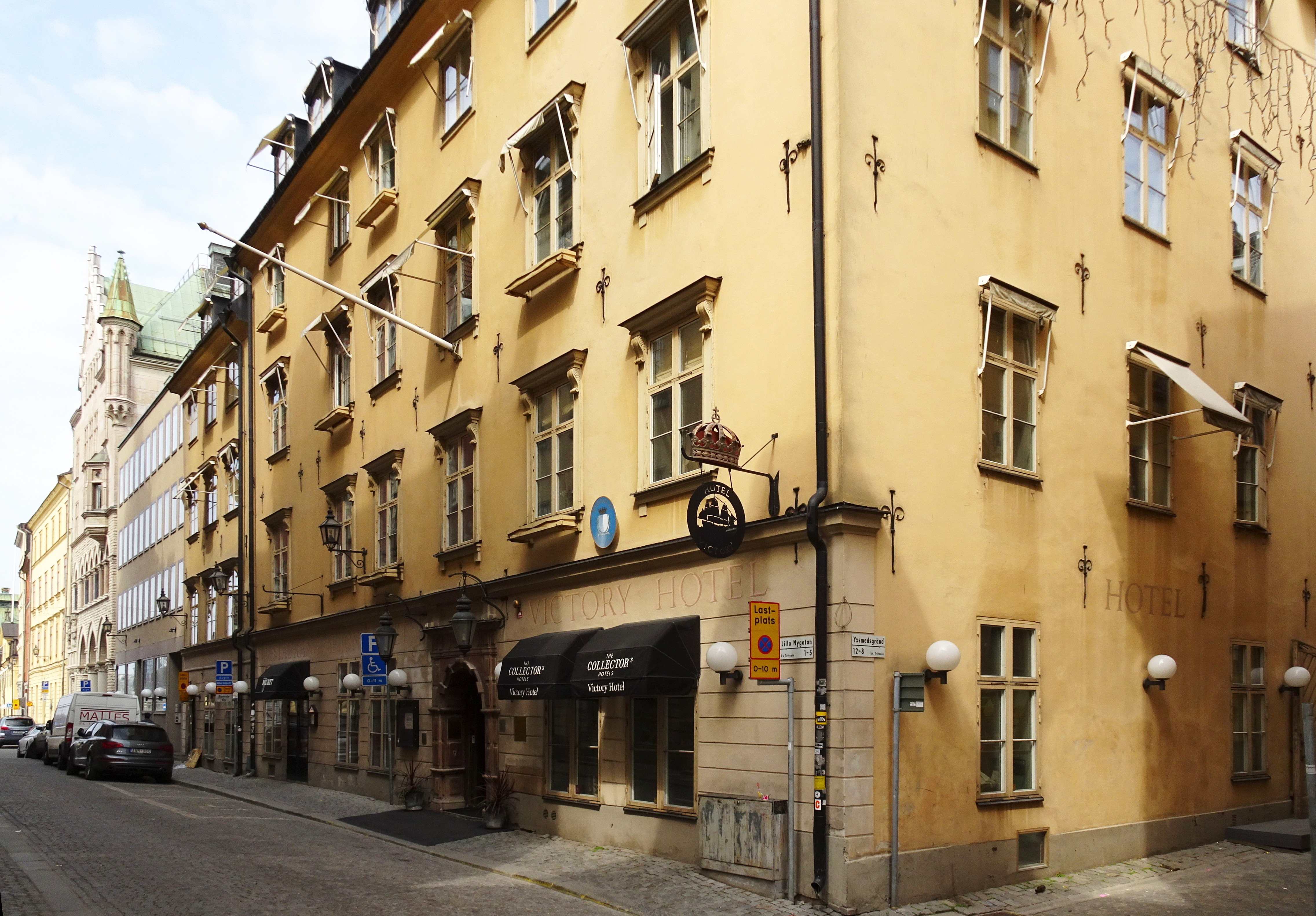
Lilla Nygatan 5, Victory Hotel